# بوسيتو باليتسولو
بوسيتو باليتسولو (بالإيطالية: Buseto Palizzolo)‏ هي بلدية في مقاطعة تراباني في صقلية الإيطالية.

## السكان
في سنة 1861 بلغ عدد السكان 1٬110 نسمة، وتطور العدد ليصل في سنة 2011 لـ 3٬031 نسمة.
يظهر هذا المخطط البياني تطور النمو السكاني لـ بوسيتو باليتسولو